# Paguritherium alatum
Paguritherium alatum är en kräftdjursart som beskrevs av Reinhard 1945. Paguritherium alatum ingår i släktet Paguritherium och familjen Entoniscidae. Inga underarter finns listade i Catalogue of Life.